# 威廉·麥斯特
威廉·霍華·麥斯特（英語：William Howell Masters，1915年12月27日—2001年2月16日），美國婦科學醫師以及科學家，組織了麥斯特與強生性學研究小組，是研究人類性行為的重要科學家。

## 生平
麥斯特在1954年擔任聖路易斯華盛頓大學婦科醫師時，開始研究性生理學。他雇用了維吉尼亞·強生（Virginia E. Johnson），擔任他的研究助理，後來兩人結婚。
麥斯特與強生兩個人組成了麥斯特與強生性學研究小組，在實驗室中觀察人類性行為。他們首創以裝有內視鏡的假陽具，進入女性陰道，以攝影機觀察女性性高潮時的生理狀況。

## 著作
- 《人類的性反應》（Human Sexual Response），1966年
- 《人类性功能障碍》（Human Sexual Inadequacy），1970年
- 《透视同性恋》（Homosexuality in Perspective），1979年
- 《危机：艾滋病时代的异性恋行为》（Crisis: Heterosexual Behavior in the Age of AIDS），1988年
- 《异性恋》（Heterosexuality），1994年